# Balijci

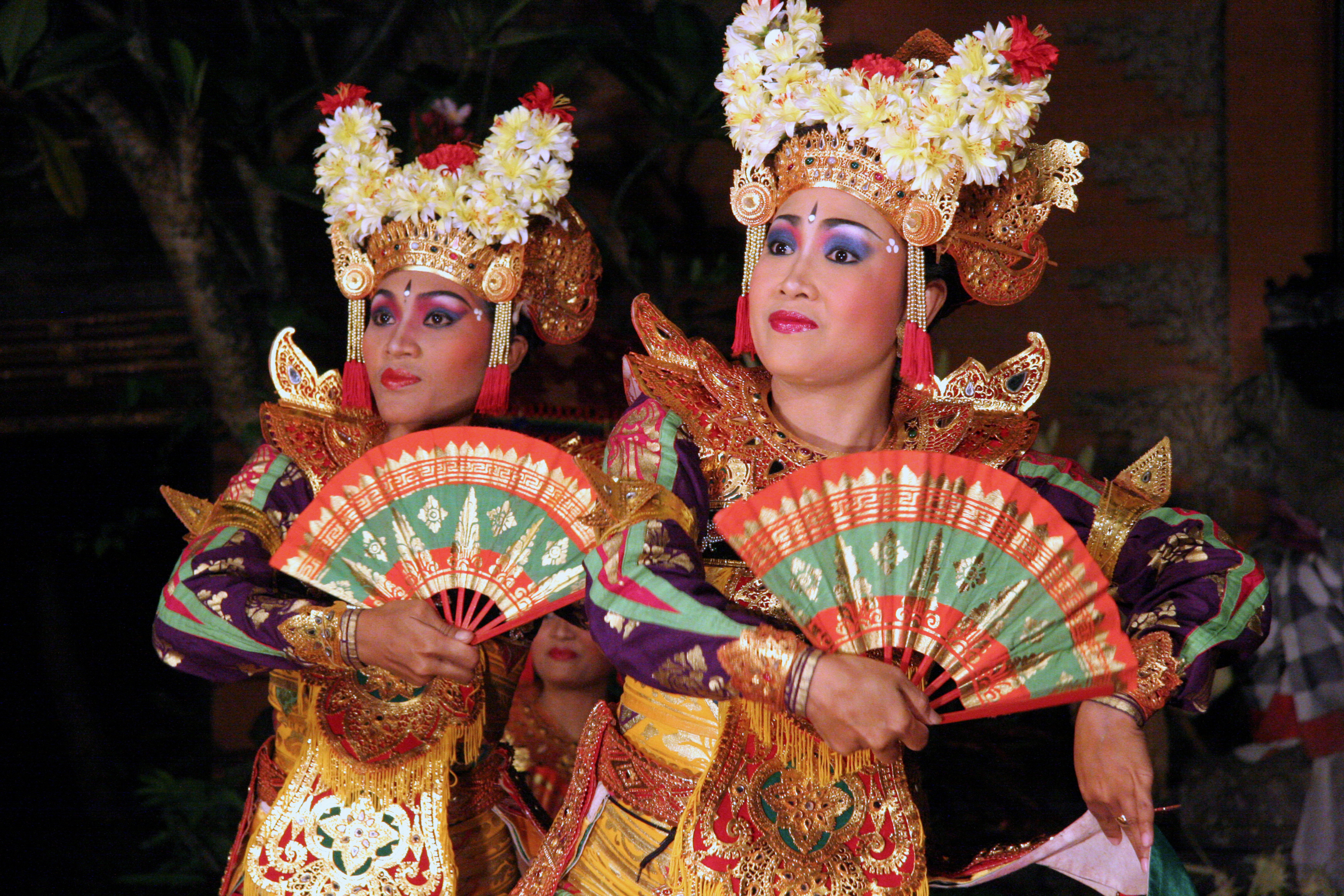
Tanec na Bali

Balijci jsou národ žijící na ostrově Bali. Jako jeden z mála indonéských národů si zachovali svoji místní odrůdu hinduistické víry. Kromě hinduistického náboženství uctívají Balijci také velký počet různých duchů, kteří jsou podle nich všude ve světě. Náboženské představy a celkově svoji víru berou vážně a často pořádají velmi složité a náročné obřady, například rituální tance, při kterých věří, že splývají s duchy.
Obyvatelé Bali berou mravy vážně, váží si jemného chování a podřízenosti společenské etiketě. Dávat najevo před ostatními své city pokládají za známku neschopnosti ovládat se. Ke společenské etiketě patří také kastovní systém, který je velmi podobný hinduistickému systému v Indii, ale je přizpůsoben ostrovní kultuře. Lidé jsou rozděleni do rodů se stejnými zvyky, rody představují kasty. Balijci tradičně uzavírají sňatky v rámci své kasty.
Na počátku 20. století bylo Bali anektováno Nizozemskem. Nizozemci se pokusili zajmout vládnoucí panovnické rody ostrova, to se jim však nepovedlo, protože všichni příslušníci dali přednost sebevraždě před zajetím.